# Formel-1-Weltmeisterschaft 2026
Die Formel-1-Weltmeisterschaft 2026 soll die 77. Formel-1-Weltmeisterschaft werden.

## Änderungen 2026

### Technisches Reglement
Für die Formel-1-Weltmeisterschaft 2026 soll das technische Reglement umfangreich überarbeitet werden. Das neue Reglement verfolgt mehrere Ziele, unter anderem sollen die Antriebe nachhaltiger werden und neue Antriebshersteller sollen gezielt angezogen werden.
Im Rahmen des Großen Preises von Mexiko 2023 veröffentlichte die FIA den Technikdirektoren die jüngsten Entwürfe. Darin wird die Fahrzeugbreite von 200 auf 190 Zentimeter verringert. Die Reifen werden schmaler, die Felgengröße bleibt bei 18 Zoll, da diese aus Sicht von Pirelli besser zu dem Markt für Straßenreifen passen. Der Diffusor soll in der Höhe beschränkt werden. Der Halo und das Cockpit sollen ebenfalls schlanker gestaltet werden. Die in der Saison 2022 eingeführten Leitbleche an der Vorderachse sollen die Räder noch stärker überdecken, um Luftwirbel zu verringern. Die Boliden sollen zusätzlich über eine aktive Aerodynamik verfügen, die den Luftwiderstand der Formel-1-Autos reduzieren und somit das Hinterherfahren und Überholen vereinfachen soll. Zudem soll das Gesamtgewicht um mindestens 20 Kilogramm sinken. Dieses soll auch durch die Verkürzung des Radstands von 360 auf 340 Zentimeter erleichtert werden. Diese Maßnahmen sollen nach Messungen der FIA-Techniker das Hinterherfahren noch einmal deutlich einfacher gestalten.
Zudem soll für die Saison 2026 ein umfangreiches Motorreglement in Kraft treten. Der seit Juli 2021 stehende Rahmenvertrag für das Motorreglement für die Saison 2026 wurde im August 2023 von der FIA abgesegnet. Das Reglement sollte eigentlich bereits 2025 in Kraft treten, wurde jedoch aufgrund von COVID-19 und Meinungsverschiedenheiten der Hersteller auf die Saison 2026 verschoben. Im Vertrag einigte man sich in groben Zügen auf fünf Eckpunkte: einen Budgetdeckel, den Wegfall der MGU-H, eine Erhöhung des Anteils der elektrischen Leistung auf 50 Prozent, die Einführung von 100 Prozent nachhaltigem Kraftstoff und den Start des Reglements ab 2026. Die reguläre Budgetobergrenze für die Entwicklung lag von 2023 bis 2025 bei jährlich 95 Millionen US-Dollar. 2023 und 2024 durften neue Motorenlieferanten 10 Millionen US-Dollar und 2023 5 Millionen US-Dollar extra ausgeben. Da die neuen Boliden ihren Vortrieb zu 50 Prozent aus Elektro-Power ziehen sollen, soll eine rund 350 kW starke Batterie zur Systemleistung beisteuern. Erste Analysen der Teams haben die Befürchtung geweckt, dass den Autos auf manchen Strecken die Batterieleistung ausgehen könnte, da die elektrischen Systeme nicht genug Energie aus der MGU-K regenerieren können. Der nachhaltige Kraftstoff soll zuvor in der Formel 2 und der Formel 3 getestet werden. Das Reglement sollte ursprünglich am 29. Juni 2023 dem FIA-Weltrat zur Abstimmung vorgelegt werden, wurde jedoch aufgrund interner Schwierigkeiten mehrmals verschoben. Das Motorreglement wurde dem Weltrat schließlich am 8. August vorgelegt und acht Tage später genehmigt.

### Strecken
Der Große Preis von Spanien soll nicht mehr auf dem Circuit de Barcelona-Catalunya, sondern – vorbehaltlich dessen Homologation – auf dem Circuito de Madring, einem semi-permanenten Stadtkurs in Madrid, ausgetragen werden. In Barcelona ist weiterhin ein Rennen vorgesehen, welches dementsprechend zum Großen Preis von Barcelona-Katalonien umbenannt werden soll.
Im Gegenzug entfällt der Große Preis der Emilia-Romagna, der von 2020 bis 2025 (mit einer Ausnahme in der Saison 2023) in Imola ausgetragen wurde.

### Teams
Der deutsche Volkswagen-Konzern plante zunächst, 2026 mit seinen beiden Marken Audi und Porsche in die Formel 1 einzusteigen. Audi und Porsche sollten jeweils eine Partnerschaft mit einem bereits bestehenden Formel-1-Team eingehen, statt ein neues Werksteam von Grund auf neu aufzubauen. Während Verhandlungen von Porsche mit Red Bull Racing scheiterten und Porsche daraufhin seinen Formel-1-Einstieg zurückzog, steigt Audi durch Übernahme von Sauber als Werksteam mit eigenen Motoren in die Meisterschaft ein.
Andretti Autosport, der Rennstall des ehemaligen Formel-1-Fahrers Michael Andretti, reichte im Februar 2023 eine offizielle Bewerbung um einen Startplatz bei der FIA ein. Am 2. Oktober 2023 wurde dem Projekt von Seiten der FIA grünes Licht erteilt, was bedeutet, dass Andretti über ausreichend finanzielle Mittel, die passende Infrastruktur und das Personal verfügt, um in der Formel 1 konkurrenzfähig teilnehmen zu können. Andretti beabsichtigte, ab der Saison 2025 oder 2026 an der Meisterschaft teilzunehmen. Nachdem diesem Vorhaben seitens der anderen zehn Formel-1-Teams eine Absage erteilt wurde, soll das Team ohne direkten Bezug zu Andretti unter dem Namen der General-Motors-Tochtermarke Cadillac als Cadillac Formula 1 Team in die Meisterschaft einsteigen. Das Team soll zunächst mit Antrieben von Ferrari antreten, bevor es ab 2029 zum Werksteam mit eigenen Antrieben werden soll.

### Motorenhersteller
Renault beendet nach zehn Saisons sein Engagement als Werksteam in der Formel 1, das bisherige Werksteam Alpine soll ab dieser Saison als Kundenteam von Mercedes antreten.
2026 soll Honda nach mehrjähriger Abstinenz in der Formel 1 als Motorenlieferant für Aston Martin zurückkehren. Nach der neu geschlossenen Werkspartnerschaft soll der neue Name des Teams Aston Martin Aramco Honda lauten. Als einen der Hauptgründe nennt Honda das Streben der Formel 1, eine nachhaltige Rennserie zu werden.
Nach mehr als zwei Jahrzehnten soll auch Ford in die Formel 1 zurückkehren. Ford geht eine technische Partnerschaft mit Red Bull Racing ein, aus Red Bull Powertrains wird Red Bull Ford Powertrains. Die neu entwickelten Antriebe sollen bei Red Bull Racing und den Racing Bulls zum Einsatz kommen.

### Concorde Agreement
Das aktuelle Concorde Agreement läuft nach der Saison 2025 aus und soll für die Saison 2026 neu verhandelt werden.

## Teams und Fahrer
In der Übersicht werden alle Fahrer aufgeführt, die für die Saison 2026 mit einem Rennstall einen Vertrag als Stamm-, Test- oder Ersatzfahrer abgeschlossen haben. Die Teams sind alphabetisch angeordnet.
| Team                    | Chassis | Motor     | Reifen | Nr.              | Stammfahrer       | Rennen | Test-/ Ersatzfahrer |
| ----------------------- | ------- | --------- | ------ | ---------------- | ----------------- | ------ | ------------------- |
| Alpine F1 Team          |         | Mercedes  | P      | 10               | Pierre Gasly      |        |                     |
| Alpine F1 Team          | TBA     | Mercedes  | P      | —                |                   |        |                     |
| Aston Martin F1 Team    |         | Honda     | P      | 14               | Fernando Alonso   |        |                     |
| Aston Martin F1 Team    | 18      | Honda     | P      | Lance Stroll     |                   |        |                     |
| Cadillac Formula 1 Team |         | Ferrari   | P      | TBA              | —                 |        |                     |
| Cadillac Formula 1 Team | TBA     | Ferrari   | P      | —                |                   |        |                     |
| Haas F1 Team            |         | Ferrari   | P      | 31               | Esteban Ocon      |        |                     |
| Haas F1 Team            | 87      | Ferrari   | P      | Oliver Bearman   |                   |        |                     |
| McLaren Racing          |         | Mercedes  | P      | 04               | Lando Norris      |        |                     |
| McLaren Racing          | 81      | Mercedes  | P      | Oscar Piastri    |                   |        |                     |
| Mercedes AMG F1 Team    |         | Mercedes  | P      | TBA              | —                 |        |                     |
| Mercedes AMG F1 Team    | TBA     | Mercedes  | P      | —                |                   |        |                     |
| Racing Bulls            |         | Ford RBPT | P      | TBA              | —                 |        |                     |
| Racing Bulls            | TBA     | Ford RBPT | P      | —                |                   |        |                     |
| Red Bull Racing         |         | Ford RBPT | P      | a 33 a           | Max Verstappen    |        |                     |
| Red Bull Racing         | TBA     | Ford RBPT | P      | —                |                   |        |                     |
| Audi F1 Team            |         | Audi      | P      | 05               | Gabriel Bortoleto |        |                     |
| Audi F1 Team            | 27      | Audi      | P      | Nico Hülkenberg  |                   |        |                     |
| Scuderia Ferrari        |         | Ferrari   | P      | 16               | Charles Leclerc   |        |                     |
| Scuderia Ferrari        | 44      | Ferrari   | P      | Lewis Hamilton   |                   |        |                     |
| Williams F1             |         | Mercedes  | P      | 23               | Alexander Albon   |        |                     |
| Williams F1             | 55      | Mercedes  | P      | Carlos Sainz jr. |                   |        |                     |

Anmerkung:

## Saisonvorbereitungen

### Testfahrten
Für 2026 sind vor Saisonbeginn drei Testwochen vorgesehen:
- vom 26. bis 30. Januar in Barcelona (privater Test, voraussichtlich ohne Öffentlichkeit und mit eingeschränkter Berichterstattung)
- vom 11. bis 13. und 18. bis 20. Februar in Sachir (klassische Wintertests)

Als Grund werden das neue Technische Reglement und die daraus resultierenden veränderten Fahrzeugkonzepte angegeben.

## Rennkalender
Der Rennkalender wurde am 10. Juni 2025 veröffentlicht und umfasst 24 Rennen.
Der Große Preis von Aserbaidschan wird erstmals an einem Samstag ausgetragen. Diese Änderung geschieht auf Wunsch des örtlichen Veranstalters und relevanter Regierungsstellen, um einen regionalen Feiertag zu berücksichtigen.
Der Große Preis von Kanada wurde um einen Monat nach vorn auf das dritte Mai-Wochenende gelegt, um einen zusätzlichen transatlantischen Transfer vermeiden zu können. Dafür wurde der Große Preis von Monaco auf das erste Juni-Wochenende nach hinten verschoben.
Somit finden alle europäischen Rennen zwischen Juni und September 2026 statt, ohne dass der Kontinent zwischendurch gewechselt werden muss. Der erste Block beginnt in Ozeanien (Australien) und Asien (China, Japan, Bahrain und Saudi-Arabien), bevor im zweiten Block Nordamerika (Miami und Kanada) auf dem Plan stehen. Nach den Rennen in Europa (Monaco, Barcelona, Österreich, Großbritannien, Belgien, Ungarn, Niederlande, Italien und Spanien) geht es erneut nach Asien (Aserbaidschan und Singapur), nach Nord- und Südamerika (Vereinigte Staaten, Mexiko, Brasilien und Las Vegas) und danach zum Saisonabschluss erneut nach Asien (Katar und Abu Dhabi).
| Nr. | Datum         | Grand Prix (Strecke)            | Distanz (km) | Sieger | Zweiter | Dritter | Pole- Position | Schnellste Rennrunde | Gesamtführender Fahrer | Gesamtführender Konstrukteur |
| --- | ------------- | ------------------------------- | ------------ | ------ | ------- | ------- | -------------- | -------------------- | ---------------------- | ---------------------------- |
| 01  | 8. März       | Australien (Melbourne)          | TBA          |        |         |         |                |                      |                        |                              |
| 02  | 15. März      | China (Shanghai)                | TBA          |        |         |         |                |                      |                        |                              |
| 03  | 29. März      | Japan (Suzuka)                  | TBA          |        |         |         |                |                      |                        |                              |
| 04  | 12. April     | Bahrain (Sachir)                | TBA          |        |         |         |                |                      |                        |                              |
| 05  | 19. April     | Saudi-Arabien (Dschidda)        | TBA          |        |         |         |                |                      |                        |                              |
| 06  | 3. Mai        | Miami (Miami Gardens)           | TBA          |        |         |         |                |                      |                        |                              |
| 07  | 24. Mai       | Kanada (Montréal)               | TBA          |        |         |         |                |                      |                        |                              |
| 08  | 7. Juni       | Monaco (Monte-Carlo)            | TBA          |        |         |         |                |                      |                        |                              |
| 09  | 14. Juni      | Barcelona-Katalonien (Montmeló) | TBA          |        |         |         |                |                      |                        |                              |
| 10  | 28. Juni      | Österreich (Spielberg)          | TBA          |        |         |         |                |                      |                        |                              |
| 11  | 5. Juli       | Großbritannien (Silverstone)    | TBA          |        |         |         |                |                      |                        |                              |
| 12  | 19. Juli      | Belgien (Spa-Francorchamps)     | TBA          |        |         |         |                |                      |                        |                              |
| 13  | 26. Juli      | Ungarn (Mogyoród)               | TBA          |        |         |         |                |                      |                        |                              |
| 14  | 23. August    | Niederlande (Zandvoort)         | TBA          |        |         |         |                |                      |                        |                              |
| 15  | 6. September  | Italien (Monza)                 | TBA          |        |         |         |                |                      |                        |                              |
| 16  | 13. September | Spanien (Madrid)                | TBA          |        |         |         |                |                      |                        |                              |
| 17  | 26. September | Aserbaidschan (Baku)            | TBA          |        |         |         |                |                      |                        |                              |
| 18  | 11. Oktober   | Singapur (Singapur)             | TBA          |        |         |         |                |                      |                        |                              |
| 19  | 25. Oktober   | USA (Austin)                    | TBA          |        |         |         |                |                      |                        |                              |
| 20  | 1. November   | Mexiko (Mexiko-Stadt)           | TBA          |        |         |         |                |                      |                        |                              |
| 21  | 8. November   | São Paulo (Interlagos)          | TBA          |        |         |         |                |                      |                        |                              |
| 22  | 21. November  | Las Vegas (Las Vegas)           | TBA          |        |         |         |                |                      |                        |                              |
| 23  | 29. November  | Katar (Dohal)                   | TBA          |        |         |         |                |                      |                        |                              |
| 24  | 6. Dezember   | Abu Dhabi (Yas-Insel)           | TBA          |        |         |         |                |                      |                        |                              |